# Darghini
Darghinii (дарганти în darghină, даргинцы în rusă) reprezintă un grup etnic din nord-estul Caucazului care astăzi, în cea mai mare parte locuiesc în Daghestan.
Aceștia vorbesc limba darghină și formează peste 16 % din populația acestei țări (circa 450.000 de persoane), fiind, după avari, a doua mare comunitate etnică a Daghestanului.

## Religie
Principala religie a acestei comunități este islamul, care a ajuns aici prin secolul al VIII-lea, dar a fost acceptat pe deplin abia în secolul al XV-lea.